# Fire Girls
Fire Girls（ファイヤーガールズ）は、B.LEAGUEに所属する三遠ネオフェニックスの公式チアリーダ―である。

## 概要
Fire Girlsは2008年にbjリーグ参戦に伴い結成された。それまではOSGチアリーダ―ズが活動していた。
2018-19シーズンより、新しくYUKI（篠崎 友紀）がディレクターを務めている。
チームコンセプトは、2021-22シーズンより『Smart／Healthy／Elegant』。
活動内容は三遠ネオフェニックスの応援および関連イベントの出演、地域イベントやボランティア活動への参加、メディアへの出演（テレビ・ラジオ・雑誌など）である。 
チーム名の頭文字をとった「FG（エフジー）」という愛称で親しまれている。 

## メンバー
メンバーは毎年オーディションで選ばれた数名で構成される。

### 2021-22シーズン
ディレクター：YUKI（2017‐18シーズン メンバー）
アドバイザー：Ai（OSGチアリーダーズ）
スキルコーチ：MIZUKI（2016～2020シーズン メンバー）
メンバー：ERIKA、MAYA、HARUKA、HARUHI、AYANE、COMAYA、ASUKA、YU、MIKI、NAMI

### 2020-21シーズン
ディレクター：YUKI（2017‐18シーズン メンバー）
アドバイザー：Ai（OSGチアリーダーズ）
スキルコーチ：MIZUKI（2016～2020シーズン メンバー）
メンバー：ERIKA、MAYA、HARUKA、HARUHI、AYANE、COMAYA、ASUKA、YU

### 2019-20シーズン
ディレクター：YUKI（2017‐18シーズン メンバー）
アドバイザー：Ai（OSGチアリーダーズ）
メンバー：MIZUKI（キャプテン）、MADOKA（バイスキャプテン）、AKARI、AI、YUNA、MEME、ERIKA、MAMI、NAO、MOMO

### 2018-19シーズン
ディレクター：YUKI（2017‐18シーズン メンバー）
メンバー：MIZUKI（キャプテン）、MANAN（バイスキャプテン）、AKARI、KANA、AI、YUNA、MADOKA（トレーニングメンバー）

## パフォーマンス
フラッグを使用したパフォーマンスが特徴的で、特にスターティング5前に披露されるダンスは、映像・照明・音響効果と相まって、アウェーから来た観客からも好評である。タイムアウトでは、NFLを彷彿とさせるダイナミックなPOMダンスやNBAのような軽快なヒップホップ、K-POPや邦楽使ったダンスなど、様々なジャンルのパフォーマンスを披露している。さらに、2021-22シーズンより、メンバー全員が新体操のリボンを使いこなすなど、型にはまらないスタイルでパフォーマンスを披露している。これは、新体操経験の長いディレクターYUKIの意向が強く出ている。観客と一緒にコールや手拍子をする会場一体型のパフォーマンスも多く、試合中の盛り上がりに一役買っている。
振り付けは、基本的にディレクターのYUKIが担当しているが、タイムアウト数曲は毎年メンバーが担当することもある。そのため、全く違うジャンルのダンスが見られるのがFGの魅力である。

## ユニフォーム
2019‐20シーズンにユニフォームを一新。OSGチアリーダーズ時代を思わせる赤い上下（ロングパンツ型）に、スポーティーな黒いショートパンツ、ガーリーなスカートタイプの3パターンを着用している。2021-22シーズンより、新たなユニフォームを導入。メインで着用しているのが、赤を基調に、黒いバッテンのウェストマークが特徴的なデザインのもの。Bチアでは珍しい黒いブーツカバーを着用している。また、既存のユニフォーム（黒いショートパンツやスカート）を組み合わせて、レプリカユニフォームやベースボールシャツなども着用している。スタイリッシュ・キュート・セクシー・スポーティー、いろいろな姿のFGが楽しめる。